# Конституція Ірану
Конституція Ісламської республіки Іран набрала чинності 3 грудня 1979, після схвалення на референдумі 99,5 % людей, що брали участь у голосуванні. У 1989 до конституції були внесені серйозні поправки.

## Преамбула
У преамбулі описується шлях Ірану до Ісламської революції. Там також зазначається, що «Конституція створює умови для продовження революції в країні та за її межами та намагається шляхом розвитку відносин з іншими ісламськими та народними рухами знайти шлях утворення єдиної світової ісламської умми».

## Зміст
- Глава I — Основні принципи
- Глава II — Мова, алфавіт, історія та державний прапор країни
- Глава III — Права народу
- Глава IV — Економіка та фінанси
- Глава V — Суверенітет народу й органи влади, засновані на ньому
- Глава VI — Законодавча влада
- Глава VII — Ради
- Глава VIII — Лідер країни або Рада з керівництва країною
- Глава IX — Виконавча влада
- Глава X — Зовнішня політика
- Глава XI — Судова влада
- Глава XII — Телерадіомовлення
- Глава XIII — Вища рада національної безпеки
- Глава XIV — Перегляд Конституції